# Фарладаны (Каушанский район)
Фарладаны, Фырлэдень, Фарладены (рум. Fîrlădeni) — село в Каушанском районе Молдавии. Является административным центром коммуны Фарладаны, включающей также село Новые Фарладаны.

## История
Название — турецкого происхождения.
Село Фырладень впервые упоминается в документе 1770 года. Легенда гласит, что на территории общины Фырладень имел имение боярин по имени Дан, у которого была собака Фырла. Боярин Дан был очень богат. Однажды вечером на имение напали воры, но под лай собаки Фырла боярин со своими людьми прогнал незваных гостей. С тех пор поместье стало называться Фырладень, то есть Фырла и боярин Дан.

## География
Фарладаны находятся в 30 км от Каушеня и 15 км от Бендер. В селе проживают около 5—6 тыс. человек. Работают лицей, гимназия, пункт медицинской помощи, почтовое отделение и т. п.
Село расположено на высоте 73 метров над уровнем моря.

## Население
По данным переписи населения 2004 года, в селе Фырлэдень проживает 4515 человек (2187 мужчин, 2328 женщин).
Этнический состав села:
| Национальность     | Число жителей | Процентный состав |
| ------------------ | ------------- | ----------------- |
| молдаване / румыны | 4435          | 98.23             |
| русские            | 38            | 0.84              |
| украинцы           | 29            | 0.64              |
| болгары            | 4             | 0.09              |
| гагаузы            | 3             | 0.07              |
| прочие             | 6             | 0.13              |
| Всего              | 4515          | 100%              |